# Croix de procession de Pleyber-Christ
La croix de procession de Pleyber-Christ est une croix de procession de type finistérienne de la première moitié du XVIIe siècle, œuvre de Guillaume Desboys, membre de la jurande des orfèvres de Morlaix. Elle est classée au titre objet des monuments historiques depuis le 18 janvier 1897.